# Luigi Marchesi
Pour les articles homonymes, voir Luigi Marchesi (homonymie).

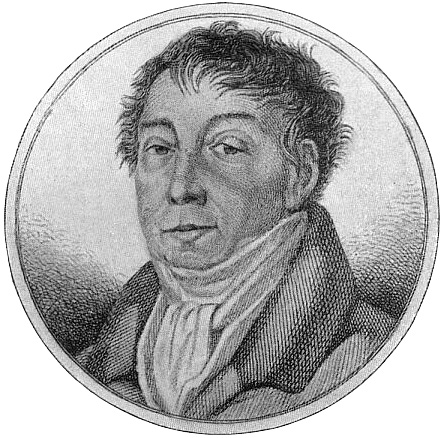
Luigi Marchesi.

Luigi Marchesi (né le 8 août 1754 à Milan - mort le 14 décembre 1829  dans la même ville) était un chanteur d’opéra italien.
Il est le frère aîné du compositeur Tommaso Marchesi

## Biographie
Son père est trompettiste et lui fait étudier le cor. Il décide lui-même de se faire castrer contre l’avis de ses parents. Il entre au chœur du duomo de Milan vers 1754 et fait ses débuts à Rome en 1772 dans des opéras-bouffes, mais se dirige dès 1778 vers le grand répertoire pathétique plus conforme à son style. 
Son nom est plus particulièrement associé à ceux des compositeurs Francesco Bianchi et Giuseppe Sarti. il est nommé musico di corte à Turin en 1782.
Il participe à l’inauguration du Théâtre de l’Ermitage le 15 janvier 1786 à Saint-Pétersbourg. Entre 1788 et 1790, il se produit à Londres, souvent avec la Mara. Il fait ses adieux à La Scala en 1805 dans Lodoiska, œuvre de Mayr, mais donne des concerts privés jusqu’en 1816.
C'est l'un des meilleurs castrats de sa génération. Il avait une voix sonore, avec une intonation irréprochable. Il arrivait à produire un trille clair en montant six ou sept degrés successifs dans la même respiration. On raconte qu'il exigeait de faire une entrée en scène toujours spectaculaire et il n'hésitait pas à introduire partout l'air "Mia speranza io pur vorrei" tiré d'Achille in Sciro de Sarti.